# Gigi Fernández
Beatriz Cristina «Gigi» Fernández (San Juan, Puerto Rico, 22 de febrer de 1964) és una exjugadora de tennis professional porto-riquenya que va ser número 1 del rànquing mundial de dobles femenins.
En el seu palmarès destaquen disset títols de dobles de Grand Slam en dobles femenins, majoritàriament amb Nataixa Zvéreva com a companya, d'un total de 23 finals disputades, i també va ser finalista en tres ocasions en la modalitat de dobles mixts, sempre al costat de Cyril Suk. Amb Zvéreva van guanyar sis títols de Grand Slam consecutius entre 1992 i 1993, completant el Grand Slam seguit, però els va mancar un títol per completar el Grand Slam pur en ambdós temporades. Va acumular un total de 69 títols i va arribar al capdamunt del rànquing. Individualment també va aconseguir dos títols i va arribar al lloc 17è del rànquing mundial. Malgrat tenir nacionalitat porto-riquenya, va competir en els Jocs Olímpics sota bandera estatunidenca i va guanyar dues medalles d'or olímpiques en els Jocs Olímpics de 1992 i 1996, ambdues junt a Mary Joe Fernández, que malgrat compartir cognom no tenien relació familiar.
Va esdevenir la primera porto-riquenya en entrar en el Saló de la Fama del Tennis Internacional, concretament l'any 2010.

## Biografia
Filla de Tuto Fernández i Beatriz Fernández. És cosina de José Ferrer, famós actor i director porto-riqueny. Va estudiar a la Clemson University i va competir en la NCAA la temporada 1982-83.
Després de la seva retirada va exercir com a entrenadora de tennis de diverses tennistes com Rennae Stubbs, Lisa Raymond, i Samantha Stosur, i també va ser entrenadora de l'equip nacional de Puerto Rico i de la University of South Florida. Paral·lelament es va graduar com a Bachelor of Arts en psicologia per la mateixa University of South Florida l'any 2003, i posteriorment un Master en Business Administration.
Va ser mare de dos bessons anomenats Karson Xavier i Madison Jane junt a l'ex-golfista Jane Geddes. Actualment resideix a Tampa (Estats Units), on té una empresa anomenada Baby Goes Pro, i és directora del The Long Ridge Tennis Club.
Malgrat ser porto-riquenya, per la seva relació política amb els Estats Units va poder competir en els Jocs Olímpics i la Copa Federació per aquest país. Per commemorar les dues medalles d'or olímpiques aconseguides, va muntar la matrícula pel seu cotxe amb la inscripció «DBL GLD» (double gold, en català or doble).

## Torneigs de Grand Slam

### Dobles femenins: 23 (17−6)
| Resultat   | Núm. | Any  | Torneig              | Parella             | Oponents                             | Marcador         |
| ---------- | ---- | ---- | -------------------- | ------------------- | ------------------------------------ | ---------------- |
| Guanyadora | 1.   | 1988 | US Open              | Robin White         | Patty Fendick Jill Hetherington      | 6−4, 6−1         |
| Guanyadora | 2.   | 1990 | US Open (2)          | Martina Navrátilová | Jana Novotná Helena Suková           | 6−2, 6−4         |
| Finalista  | 1.   | 1991 | Open d'Austràlia     | Jana Novotná        | Patty Fendick Mary Joe Fernandez     | 6−7(4), 1−6      |
| Guanyadora | 3.   | 1991 | Roland Garros        | Jana Novotná        | Larisa Neiland Nataixa Zvéreva       | 6−4, 6−0         |
| Finalista  | 2.   | 1991 | Wimbledon            | Jana Novotná        | Larisa Neiland Nataixa Zvéreva       | 4−6, 6−3, 4−6    |
| Guanyadora | 4.   | 1992 | Roland Garros (2)    | Nataixa Zvéreva     | Conchita Martínez A. Sánchez Vicario | 6−3, 6−2         |
| Guanyadora | 5.   | 1992 | Wimbledon            | Nataixa Zvéreva     | Larisa Neiland Jana Novotná          | 6−4, 6−1         |
| Guanyadora | 6.   | 1992 | US Open (3)          | Nataixa Zvéreva     | Larisa Neiland Jana Novotná          | 7−6(4), 6−1      |
| Guanyadora | 7.   | 1993 | Open d'Austràlia     | Nataixa Zvéreva     | Pam Shriver Elizabeth Smylie         | 6−4, 6−3         |
| Guanyadora | 8.   | 1993 | Roland Garros (3)    | Nataixa Zvéreva     | Larisa Neiland Jana Novotná          | 6−3, 7−5         |
| Guanyadora | 9.   | 1993 | Wimbledon (2)        | Nataixa Zvéreva     | Larisa Neiland Jana Novotná          | 6−4, 6−7(9), 6−4 |
| Guanyadora | 10.  | 1994 | Open d'Austràlia (2) | Nataixa Zvéreva     | Patty Fendick Meredith McGrath       | 6−3, 4−6, 6−4    |
| Guanyadora | 11.  | 1994 | Roland Garros (4)    | Nataixa Zvéreva     | Lindsay Davenport Lisa Raymond       | 6−2, 6−2         |
| Guanyadora | 12.  | 1994 | Wimbledon (3)        | Nataixa Zvéreva     | Jana Novotná A. Sánchez Vicario      | 6−4, 6−1         |
| Finalista  | 3.   | 1995 | Open d'Austràlia (2) | Nataixa Zvéreva     | Jana Novotná A. Sánchez Vicario      | 3−6, 7−6(3), 4−6 |
| Guanyadora | 13.  | 1995 | Roland Garros (5)    | Nataixa Zvéreva     | Jana Novotná A. Sánchez Vicario      | 6−7(6), 6−4, 7−5 |
| Finalista  | 4.   | 1995 | Wimbledon (2)        | Nataixa Zvéreva     | Jana Novotná A. Sánchez Vicario      | 7−5, 5−7, 4−6    |
| Guanyadora | 14.  | 1995 | US Open (4)          | Nataixa Zvéreva     | B. Schultz-McCarthy Rennae Stubbs    | 7−5, 6−3         |
| Finalista  | 5.   | 1996 | Roland Garros        | Nataixa Zvéreva     | Lindsay Davenport Mary Joe Fernández | 2−6, 1−6         |
| Guanyadora | 15.  | 1996 | US Open (5)          | Nataixa Zvéreva     | Jana Novotná A. Sánchez Vicario      | 1−6, 6−1, 6−4    |
| Guanyadora | 16.  | 1997 | Roland Garros (6)    | Nataixa Zvéreva     | Mary Joe Fernández Lisa Raymond      | 6−2, 6−3         |
| Guanyadora | 17.  | 1997 | Wimbledon (4)        | Nataixa Zvéreva     | Nicole Arendt Manon Bollegraf        | 7−6(4), 6−4      |
| Finalista  | 6.   | 1997 | US Open              | Nataixa Zvéreva     | Lindsay Davenport Jana Novotná       | 3−6, 4−6         |

### Dobles mixts: 3 (0−3)
| Resultat  | Núm. | Any  | Torneig          | Parella   | Oponents                           | Marcador            |
| --------- | ---- | ---- | ---------------- | --------- | ---------------------------------- | ------------------- |
| Finalista | 1.   | 1995 | Open d'Austràlia | Cyril Suk | Nataixa Zvéreva Rick Leach         | 6−7(4), 7−6(3), 4−6 |
| Finalista | 2.   | 1995 | Wimbledon        | Cyril Suk | Martina Navrátilová Jonathan Stark | 4−6, 4−6            |
| Finalista | 3.   | 1995 | US Open          | Cyril Suk | Meredith McGrath Matt Lucena       | 4−6, 4−6            |

## Jocs Olímpics

### Dobles femenins
| Any  | Campionat                            | Parella            | Oponents                                  | Resultat      |
| ---- | ------------------------------------ | ------------------ | ----------------------------------------- | ------------- |
| 1992 | Jocs Olímpics, Barcelona, Catalunya  | Mary Joe Fernández | Conchita Martínez Arantxa Sánchez Vicario | 7−5, 2−6, 6−2 |
| 1996 | Jocs Olímpics, Atlanta, Estats Units | Mary Joe Fernández | Jana Novotná Helena Suková                | 7−6(7), 6−4   |

## Palmarès

### Individual: 5 (2−3)
| Llegenda                     |
| ---------------------------- |
| Grand Slam (0−0)             |
| WTA Tour Championships (0−0) |
| Tier I (0−0)                 |
| Tier II (0−0)                |
| Tier III (0−0)               |
| Tier IV (1−2)                |
| Tier V (0−0)                 |
| Virginia Slims (1−1)         |

| Títols per superfície |
| --------------------- |
| Dura (2−2)            |
| Gespa (0−1)           |
| Terra batuda (0−0)    |

| Resultat   | Núm. | Data                 | Torneig                   | Superfície | Oponent             | Marcador      |
| ---------- | ---- | -------------------- | ------------------------- | ---------- | ------------------- | ------------- |
| Finalista  | 1.   | 30 de juliol de 1984 | Newport, Estats Units     | Gespa      | Martina Navrátilová | 3−6, 6−7      |
| Guanyadora | 1.   | 20 d'octubre de 1986 | Singapur, Singapur        | Dura       | Mercedes Paz        | 6−4, 2−6, 6−4 |
| Finalista  | 2.   | 23 d'octubre de 1989 | San Juan, Puerto Rico     | Dura       | Laura Arraya        | 1−6, 2−6      |
| Guanyadora | 2.   | 5 d'agost de 1991    | Albuquerque, Estats Units | Dura       | Julie Halard        | 6−0, 6−2      |
| Finalista  | 3.   | 26 d'octubre de 1992 | San Juan (2)              | Dura       | Mary Pierce         | 1−6, 5−7      |

### Dobles femenins: 118 (69−49)
| Llegenda                     |
| ---------------------------- |
| Grand Slam (17−6)            |
| Jocs Olímpics Or (2)         |
| WTA Tour Championships (2−2) |
| Tier I (9−13)                |
| Tier II (23−9)               |
| Tier III (1−7)               |
| Tier IV (3−4)                |
| Tier V (1−0)                 |
| Virginia Slims (7−5)         |

| Títols per superfície |
| --------------------- |
| Dura (28−21)          |
| Gespa (7−5)           |
| Terra batuda (17−13)  |
| Moqueta (16−10)       |

| Resultat   | Núm. | Data                   | Torneig                                                       | Superfície   | Parella             | Oponents                               | Marcador           |
| ---------- | ---- | ---------------------- | ------------------------------------------------------------- | ------------ | ------------------- | -------------------------------------- | ------------------ |
| Finalista  | 1.   | 1 d'agost de 1983      | Indianapolis, Estats Units                                    | Terra batuda | Beth Herr           | Kathleen Horvath Virginia Ruzici       | 6−4, 6−7, 2−6      |
| Guanyadora | 1.   | 7 de gener de 1985     | Washington DC, Estats Units                                   | Moqueta (i)  | Martina Navrátilová | Claudia Kohde-Kilsch Helena Suková     | 6−3, 3−6, 6−3      |
| Guanyadora | 2.   | 5 de febrer de 1985    | Delray Beach, Estats Units                                    | Dura         | Martina Navrátilová | Kathy Jordan Hana Mandlíková           | 7−6, 6−2           |
| Guanyadora | 3.   | 5 d'agost de 1985      | Toronto, Canadà                                               | Dura         | Martina Navrátilová | Marcella Mesker Pascale Paradis        | 6−4, 6−0           |
| Guanyadora | 4.   | 30 de setembre de 1985 | Fort Lauderdale, Estats Units                                 | Dura         | Robin White         | Rosalyn Fairbank Beverly Mould         | 6−2, 7−5           |
| Finalista  | 2.   | 28 d'abril de 1986     | Indianapolis (2)                                              | Terra batuda | Robin White         | Steffi Graf Gabriela Sabatini          | 2−6, 0−6           |
| Finalista  | 3.   | 15 de setembre de 1986 | Tampa, Estats Units                                           | Dura         | Kim Sands           | Elise Burgin Rosalyn Fairbank          | 5−7, 2−6           |
| Finalista  | 4.   | 6 d'octubre de 1986    | Taipei, Taiwan                                                | Moqueta (i)  | Susan Leo           | Lea Antonoplis Barbara Gerken          | 1−6, 2−6           |
| Finalista  | 5.   | 10 de novembre de 1986 | San Juan, Puerto Rico                                         | Dura         | Robin White         | Lori McNeil Mercedes Paz               | 2−6, 6−3, 4−6      |
| Guanyadora | 5.   | 23 de març de 1987     | Piscataway, Estats Units                                      | Moqueta (i)  | Lori McNeil         | Betsy Nagelsen Elizabeth Smylie        | 6−1, 6−4           |
| Guanyadora | 6.   | 13 de juliol de 1987   | Newport, Estats Units                                         | Gespa        | Lori McNeil         | Anne Hobbs Kathy Jordan                | 7−6, 7−5           |
| Guanyadora | 7.   | 24 d'agost de 1987     | Mahwah, Estats Units                                          | Dura         | Lori McNeil         | Anne Hobbs Elizabeth Smylie            | 6−3, 6−2           |
| Finalista  | 6.   | 8 de febrer de 1988    | Dallas, Estats Units                                          | Moqueta (i)  | Zina Garrison       | Lori McNeil Eva Pfaff                  | 6−2, 4−6, 5−7      |
| Finalista  | 7.   | 14 de març de 1988     | Miami, Estats Units                                           | Dura         | Zina Garrison       | Steffi Graf Gabriela Sabatini          | 6−7, 3−6           |
| Guanyadora | 8.   | 11 d'abril de 1988     | Tòquio, Japó                                                  | Dura         | Robin White         | Lea Antonoplis Barbara Gerken          | 6−1, 6−4           |
| Finalista  | 8.   | 25 d'abril de 1988     | Tòquio                                                        | Moqueta (i)  | Robin White         | Pam Shriver Helena Suková              | 6−4, 2−6, 6−7      |
| Finalista  | 9.   | 11 de juliol de 1988   | Newport                                                       | Gespa        | Lori McNeil         | Rosalyn Fairbank Barbara Potter        | 4−6, 3−6           |
| Finalista  | 10.  | 8 d'agost de 1988      | Los Angeles, Estats Units                                     | Dura         | Robin White         | Patty Fendick Jill Hetherington        | 6−7, 7−5, 4−6      |
| Finalista  | 11.  | 22 d'agost de 1988     | Mahwah                                                        | Dura         | Robin White         | Jana Novotná Helena Suková             | 3−6, 2−6           |
| Guanyadora | 9.   | 29 d'agost de 1988     | US Open, Estats Units                                         | Dura         | Robin White         | Patty Fendick Jill Hetherington        | 6−4, 6−1           |
| Finalista  | 12.  | 10 d'octubre de 1988   | San Juan (2)                                                  | Dura         | Robin White         | Patty Fendick Jill Hetherington        | 4−6, 2−6           |
| Finalista  | 13.  | 25 de novembre de 1988 | World Doubles Championships, Tòquio                           | Moqueta (i)  | Robin White         | Katrina Adams Zina Garrison            | 5−7, 5−7           |
| Finalista  | 14.  | 20 de març de 1989     | Miami (2)                                                     | Dura         | Lori McNeil         | Jana Novotná Helena Suková             | 6−7, 4−6           |
| Finalista  | 15.  | 24 d'abril de 1989     | Houston, Estats Units                                         | Terra batuda | Lori McNeil         | Katrina Adams Zina Garrison            | 3−6, 4−6           |
| Guanyadora | 10.  | 17 de juliol de 1989   | Newport (2)                                                   | Gespa        | Lori McNeil         | Elizabeth Smylie Wendy Turnbull        | 6−3, 6−7, 7−5      |
| Guanyadora | 11.  | 21 d'agost de 1989     | Toronto (2)                                                   | Dura         | Robin White         | Martina Navrátilová Larisa Savchenko   | 6−1, 7−5           |
| Guanyadora | 12.  | 15 de setembre de 1989 | World Doubles Championships, Tòquio                           | Moqueta (i)  | Robin White         | Elizabeth Smylie Wendy Turnbull        | 6−2, 6−2           |
| Guanyadora | 13.  | 9 d'octubre de 1989    | Filderstadt, Alemanya Occidental                              | Dura (i)     | Robin White         | Raffaella Reggi Elna Reinach           | 6−4, 7−6           |
| −          | −    | 23 d'octubre de 1989   | San Juan                                                      | Dura         | Robin White         | Cammy MacGregor Ronni Reis             | No disputada       |
| Guanyadora | 14.  | 29 de gener de 1990    | Tòquio                                                        | Moqueta (i)  | Elizabeth Smylie    | Jo-Anne Faull Rachel McQuillan         | 6−2, 6−2           |
| Finalista  | 16.  | 26 de febrer de 1990   | Indian Wells, Estats Units                                    | Dura         | Martina Navrátilová | Jana Novotná Helena Suková             | 2−6, 6−7           |
| Finalista  | 17.  | 26 de març de 1990     | San Antonio, Estats Units                                     | Dura         | Robin White         | Kathy Jordan Elizabeth Smylie          | 5−7, 5−7           |
| Guanyadora | 15.  | 30 d'abril de 1990     | Hamburg, Alemanya Occidental                                  | Terra batuda | Martina Navrátilová | Larisa Neiland Helena Suková           | 6−2, 6−3           |
| Guanyadora | 16.  | 13 d'agost de 1990     | Manhattan Beach, Estats Units                                 | Dura         | Jana Novotná        | Mercedes Paz Gabriela Sabatini         | 6−3, 4−6, 6−4      |
| Guanyadora | 17.  | 27 d'agost de 1990     | US Open (2)                                                   | Dura         | Martina Navrátilová | Jana Novotná Helena Suková             | 6−2, 6−4           |
| Finalista  | 18.  | 24 de setembre de 1990 | Tòquio                                                        | Moqueta (i)  | Martina Navrátilová | M.J. Fernández Robin White             | 6−4, 3−6, 6−7      |
| Guanyadora | 18.  | 5 de novembre de 1990  | Worcester, Estats Units                                       | Moqueta (i)  | Helena Suková       | M.J. Fernández Jana Novotná            | 3−6, 6−3, 6−3      |
| Guanyadora | 19.  | 31 de desembre de 1990 | Brisbane, Austràlia                                           | Dura         | Jana Novotná        | Patty Fendick Helena Suková            | 6−3, 6−1           |
| Finalista  | 19.  | 7 de gener de 1991     | Sydney, Austràlia                                             | Dura         | Jana Novotná        | A. Sánchez Vicario Helena Suková       | 1−6, 4−6           |
| Finalista  | 20.  | 14 de gener de 1991    | Open d'Austràlia, Austràlia                                   | Dura         | Jana Novotná        | Patty Fendick M.J. Fernández           | 6−7(4), 1−6        |
| Guanyadora | 20.  | 11 de febrer de 1991   | Chicago, Estats Units                                         | Moqueta (i)  | Jana Novotná        | Martina Navrátilová Pam Shriver        | 6−2, 6−4           |
| Finalista  | 21.  | 15 de març de 1991     | Miami (3)                                                     | Dura         | Jana Novotná        | M.J. Fernandez Zina Garrison           | 5−7, 2−6           |
| Guanyadora | 21.  | 28 de març de 1991     | World Doubles Championships, Tarpon Springs, Estats Units (2) | Terra batuda | Helena Suková       | Larisa Neiland Nataixa Zvéreva         | 4−6, 6−4, 7−6      |
| Guanyadora | 22.  | 27 de maig de 1991     | Roland Garros, França                                         | Terra batuda | Jana Novotná        | Larisa Neiland Nataixa Zvéreva         | 6−4, 6−0           |
| Finalista  | 22.  | 17 de juny de 1991     | Eastbourne, Regne Unit                                        | Gespa        | Jana Novotná        | Larisa Neiland Nataixa Zvéreva         | 6−2, 4−6, 4−6      |
| Finalista  | 23.  | 24 de juny de 1991     | Wimbledon, Regne Unit                                         | Gespa        | Jana Novotná        | Larisa Neiland Nataixa Zvéreva         | 6−4, 3−6, 6−4      |
| Finalista  | 24.  | 29 de juliol de 1991   | San Diego, Estats Units                                       | Dura         | Nathalie Tauziat    | Jill Hetherington Kathy Rinaldi        | 4−6, 6−3, 2−6      |
| Finalista  | 25.  | 19 d'agost de 1991     | Washington DC                                                 | Dura         | Nataixa Zvéreva     | Jana Novotná Larisa Neiland            | 7−5, 1−6, 6−7      |
| Guanyadora | 23.  | 4 de novembre de 1991  | Oakland, Estats Units                                         | Moqueta (i)  | Patty Fendick       | Martina Navrátilová Pam Shriver        | 6−4, 7−5           |
| Guanyadora | 24.  | 11 de novembre de 1991 | Indianapolis                                                  | Dura (i)     | Patty Fendick       | Katrina Adams Mercedes Paz             | 6−4, 6−2           |
| Finalista  | 26.  | 18 de novembre de 1991 | Virginia Slims Championships, Nova York, Estats Units         | Moqueta (i)  | Jana Novotná        | Martina Navrátilová Pam Shriver        | 6−4, 5−7, 4−6      |
| Guanyadora | 25.  | 13 d'abril de 1992     | Houston                                                       | Terra batuda | Patty Fendick       | Jill Hetherington Kathy Rinaldi        | 7−5, 6−4           |
| Finalista  | 27.  | 11 de maig de 1992     | Berlín, Alemanya Occidental                                   | Terra batuda | Nataixa Zvéreva     | Jana Novotná Larisa Neiland            | 6−7, 6−4, 5−7      |
| Guanyadora | 26.  | 25 de maig de 1992     | Roland Garros (2)                                             | Terra batuda | Nataixa Zvéreva     | Conchita Martínez A. Sánchez Vicario   | 6−3, 6−2           |
| Guanyadora | 27.  | 22 de juny de 1992     | Wimbledon                                                     | Gespa        | Nataixa Zvéreva     | Jana Novotná Larisa Neiland            | 6−4, 6−1           |
| Guanyadora | 28.  | 28 de juliol de 1992   | Jocs Olímpics, Barcelona, Espanya                             | Terra batuda | Mary Joe Fernández  | Conchita Martínez A. Sánchez Vicario   | 7−5, 2−6, 6−2      |
| Finalista  | 28.  | 17 d'agost de 1992     | Montreal                                                      | Dura         | Nataixa Zvéreva     | Lori McNeil Rennae Stubbs              | 6−3, 5−7, 5−7      |
| Guanyadora | 29.  | 31 d'agost de 1992     | US Open (3)                                                   | Dura         | Nataixa Zvéreva     | Jana Novotná Larisa Neiland            | 7−6(4), 6−1        |
| Finalista  | 29.  | 26 d'octubre de 1992   | San Juan (3)                                                  | Dura         | Kathy Rinaldi       | Amanda Coetzer Elna Reinach            | 2−6, 6−4, 2−6      |
| Guanyadora | 30.  | 2 de novembre de 1992  | Oakland (2)                                                   | Moqueta (i)  | Nataixa Zvéreva     | Rosalyn Fairbank Gretchen Rush         | 3−6, 6−2, 6−4      |
| Guanyadora | 31.  | 9 de novembre de 1992  | Filadèlfia, Estats Units                                      | Moqueta (i)  | Nataixa Zvéreva     | Conchita Martínez Mary Pierce          | 6−1, 6−3           |
| Guanyadora | 32.  | 18 de gener de 1993    | Open d'Austràlia                                              | Dura         | Nataixa Zvéreva     | Pam Shriver Elizabeth Smylie           | 6−4, 6−3           |
| Guanyadora | 33.  | 1 de març de 1993      | Delray Beach (2)                                              | Dura         | Nataixa Zvéreva     | Larisa Neiland Jana Novotná            | 6−2, 6−2           |
| Guanyadora | 34.  | 25 de març de 1993     | World Doubles Championships, Wesley Chapel, Estats Units (3)  | Terra batuda | Nataixa Zvéreva     | Larisa Neiland A. Sánchez Vicario      | 7−5, 6−3           |
| Guanyadora | 35.  | 29 de març de 1993     | Hilton Head, Estats Units                                     | Terra batuda | Nataixa Zvéreva     | Katrina Adams Manon Bollegraf          | 6−3, 6−1           |
| Guanyadora | 36.  | 10 de maig de 1993     | Berlín                                                        | Terra batuda | Nataixa Zvéreva     | Debbie Graham Brenda Schultz           | 6−1, 6−3           |
| Guanyadora | 37.  | 24 de maig de 1993     | Roland Garros (3)                                             | Terra batuda | Nataixa Zvéreva     | Larisa Neiland Jana Novotná            | 6−3, 7−5           |
| Guanyadora | 38.  | 14 de juny de 1993     | Eastbourne                                                    | Gespa        | Nataixa Zvéreva     | Larisa Neiland Jana Novotná            | 2−6, 7−5, 6−1      |
| Guanyadora | 39.  | 21 de juny de 1993     | Wimbledon (2)                                                 | Gespa        | Nataixa Zvéreva     | Jana Novotná Larisa Neiland            | 6−4, 6−7, 6−4      |
| Finalista  | 30.  | 26 de juliol de 1993   | San Juan (4)                                                  | Dura         | Rennae Stubbs       | Debbie Graham Ann Grossman             | 7−5, 5−7, 5−7      |
| Guanyadora | 40.  | 2 d'agost de 1993      | San Diego                                                     | Dura         | Helena Suková       | Pam Shriver Elizabeth Smylie           | 6−4, 6−3           |
| Finalista  | 31.  | 9 d'agost de 1993      | Manhattan Beach                                               | Dura         | Nataixa Zvéreva     | A. Sánchez Vicario Helena Suková       | 6−7, 3−6           |
| Guanyadora | 41.  | 27 de setembre de 1993 | Leipzig, Alemanya                                             | Moqueta (i)  | Nataixa Zvéreva     | Jana Novotná Larisa Neiland            | 6−3, 6−2           |
| Finalista  | 32.  | 4 d'octubre de 1993    | Zuric, Suïssa                                                 | Moqueta (i)  | Nataixa Zvéreva     | Zina Garrison Martina Navrátilová      | 3−6, 7−5, 3−6      |
| Guanyadora | 42.  | 11 d'octubre de 1993   | Filderstadt (2)                                               | Dura (i)     | Nataixa Zvéreva     | Patty Fendick Martina Navrátilová      | 7−6, 6−4           |
| Guanyadora | 43.  | 15 de novembre de 1993 | Virginia Slims Championships, Nova York                       | Moqueta (i)  | Nataixa Zvéreva     | Jana Novotná Larisa Neiland            | 6−3, 7−5           |
| Guanyadora | 44.  | 17 de gener de 1994    | Open d'Austràlia (2)                                          | Dura         | Nataixa Zvéreva     | Patty Fendick Meredith McGrath         | 6−3, 4−6, 6−4      |
| Guanyadora | 45.  | 7 de febrer de 1994    | Chicago (2)                                                   | Moqueta (i)  | Nataixa Zvéreva     | Manon Bollegraf Martina Navrátilová    | 6−3, 3−6, 6−4      |
| Guanyadora | 46.  | 11 de març de 1994     | Miami                                                         | Dura         | Nataixa Zvéreva     | Patty Fendick Meredith McGrath         | 6−3, 6−1           |
| Finalista  | 33.  | 24 de març de 1994     | World Doubles Championships, Wesley Chapel (2)                | Terra batuda | Nataixa Zvéreva     | Jana Novotná A. Sánchez Vicario        | 2−6, 5−7           |
| Finalista  | 34.  | 28 de març de 1994     | Hilton Head                                                   | Terra batuda | Nataixa Zvéreva     | Lori McNeil A. Sánchez Vicario         | 4−6, 1−4, retirada |
| Guanyadora | 47.  | 2 de maig de 1994      | Roma, Itàlia                                                  | Terra batuda | Nataixa Zvéreva     | Gabriela Sabatini Brenda Schultz       | 6−1, 6−3           |
| Guanyadora | 48.  | 9 de maig de 1994      | Berlín (2)                                                    | Terra batuda | Nataixa Zvéreva     | Jana Novotná A. Sánchez Vicario        | 6−3, 7−6           |
| Guanyadora | 49.  | 23 de maig de 1994     | Roland Garros (4)                                             | Terra batuda | Nataixa Zvéreva     | Lindsay Davenport Lisa Raymond         | 6−2, 6−2           |
| Guanyadora | 50.  | 13 de juny de 1994     | Eastbourne (2)                                                | Gespa        | Nataixa Zvéreva     | Inés Gorrochategui Helena Suková       | 6−7, 6−4, 6−3      |
| Guanyadora | 51.  | 20 de juny de 1994     | Wimbledon (3)                                                 | Gespa        | Nataixa Zvéreva     | Jana Novotná A. Sánchez Vicario        | 6−4, 6−1           |
| Guanyadora | 52.  | 10 d'octubre de 1994   | Filderstadt (3)                                               | Dura (i)     | Nataixa Zvéreva     | Manon Bollegraf Larisa Neiland         | 7−6, 6−4           |
| Finalista  | 35.  | 31 d'octubre de 1994   | Oakland                                                       | Moqueta (i)  | Martina Navrátilová | Lindsay Davenport A. Sánchez Vicario   | 5−7, 4−6           |
| Guanyadora | 53.  | 7 de novembre de 1994  | Filadèlfia (2)                                                | Moqueta (i)  | Nataixa Zvéreva     | Gabriela Sabatini Brenda Schultz       | 4−6, 6−4, 6−2      |
| Guanyadora | 54.  | 14 de novembre de 1994 | Virginia Slims Championships, Nova York (2)                   | Moqueta (i)  | Nataixa Zvéreva     | Jana Novotná A. Sánchez Vicario        | 6−3, 6−7, 6−3      |
| Finalista  | 36.  | 16 de gener de 1995    | Open d'Austràlia (2)                                          | Dura         | Nataixa Zvéreva     | Jana Novotná A. Sánchez Vicario        | 3−6, 7−6(3), 4−6   |
| Guanyadora | 55.  | 30 de gener de 1995    | Tòquio (2)                                                    | Moqueta (i)  | Nataixa Zvéreva     | Lindsay Davenport Rennae Stubbs        | 6−0, 6−3           |
| Finalista  | 37.  | 17 de març de 1995     | Miami (4)                                                     | Dura         | Nataixa Zvéreva     | Jana Novotná A. Sánchez Vicario        | 5−7, 6−2, 3−6      |
| Finalista  | 38.  | 27 de març de 1995     | Hilton Head (2)                                               | Terra batuda | Nataixa Zvéreva     | Nicole Arendt Manon Bollegraf          | 6−0, 3−6, 4−6      |
| Guanyadora | 56.  | 30 d'abril de 1995     | Hamburg (2)                                                   | Terra batuda | Martina Hingis      | Conchita Martínez Patricia Tarabini    | 6−2, 6−3           |
| Guanyadora | 57.  | 2 de maig de 1995      | Roma (2)                                                      | Terra batuda | Nataixa Zvéreva     | Conchita Martínez Patricia Tarabini    | 3−6, 7−6, 6−4      |
| Guanyadora | 58.  | 28 de maig de 1995     | Roland Garros (5)                                             | Terra batuda | Nataixa Zvéreva     | Jana Novotná A. Sánchez Vicario        | 6−7(6), 6−4, 7−5   |
| Finalista  | 39.  | 19 de juny de 1995     | Eastbourne (2)                                                | Gespa        | Nataixa Zvéreva     | Jana Novotná A. Sánchez Vicario        | 6−0, 3−6, 4−6      |
| Finalista  | 40.  | 26 de juny de 1995     | Wimbledon (2)                                                 | Gespa        | Nataixa Zvéreva     | Jana Novotná A. Sánchez Vicario        | 7−5, 5−7, 4−6      |
| Guanyadora | 59.  | 2 d'agost de 1995      | San Diego (2)                                                 | Dura         | Nataixa Zvéreva     | Alexia Dechaume Sandrine Testud        | 6−2, 6−1           |
| Guanyadora | 60.  | 7 d'agost de 1995      | Manhattan Beach (2)                                           | Dura         | Nataixa Zvéreva     | Larisa Neiland Gabriela Sabatini       | 7−5, 6−7, 7−5      |
| Guanyadora | 61.  | 28 d'agost de 1995     | US Open (4)                                                   | Dura         | Nataixa Zvéreva     | B. Schultz-McCarthy Rennae Stubbs      | 7−5, 6−3           |
| Guanyadora | 62.  | 9 d'octubre de 1995    | Filderstadt (4)                                               | Dura (i)     | Nataixa Zvéreva     | Meredith McGrath Larisa Neiland        | 5−7, 6−1, 6−4      |
| Finalista  | 41.  | 13 de novembre de 1995 | Virginia Slims Championships, Nova York (2)                   | Moqueta (i)  | Nataixa Zvéreva     | Jana Novotná A. Sánchez Vicario        | 2−6, 1−6           |
| Guanyadora | 63.  | 29 de gener de 1996    | Tòquio (3)                                                    | Moqueta (i)  | Nataixa Zvéreva     | Mariaan de Swardt Irina Spîrlea        | 7−6, 6−3           |
| Finalista  | 42.  | 1 d'abril de 1996      | Hilton Head (3)                                               | Terra batuda | M.J. Fernández      | Jana Novotná A. Sánchez Vicario        | 2−6, 3−6           |
| Finalista  | 43.  | 29 d'abril de 1996     | Hamburg (3)                                                   | Terra batuda | Martina Hingis      | A. Sánchez Vicario B. Schultz-McCarthy | 6−4, 6−7, 4−6      |
| Finalista  | 44.  | 6 de maig de 1996      | Roma                                                          | Terra batuda | Martina Hingis      | A. Sánchez Vicario Irina Spîrlea       | 4−6, 6−3, 3−6      |
| Finalista  | 45.  | 20 de maig de 1996     | World Doubles Championships, Edimburg (3)                     | Terra batuda | Nataixa Zvéreva     | Nicole Arendt Manon Bollegraf          | 3−6, 6−2, 6−7      |
| Finalista  | 46.  | 27 de maig de 1996     | Roland Garros                                                 | Terra batuda | Nataixa Zvéreva     | Lindsay Davenport M.J. Fernández       | 2−6, 1−6           |
| Guanyadora | 64.  | 23 de juliol de 1996   | Jocs Olímpics, Atlanta, Estats Units (2)                      | Dura         | Mary Joe Fernández  | Jana Novotná Helena Suková             | 7−6(6), 6−4        |
| Guanyadora | 65.  | 19 d'agost de 1996     | San Diego (3)                                                 | Dura         | Conchita Martínez   | Larisa Neiland A. Sánchez Vicario      | 4−6, 6−3, 6−4      |
| Guanyadora | 66.  | 26 d'agost de 1996     | US Open (5)                                                   | Dura         | Nataixa Zvéreva     | Jana Novotná A. Sánchez Vicario        | 1−6, 6−1, 6−4      |
| Guanyadora | 67.  | 6 de gener de 1997     | Sydney                                                        | Dura         | A. Sánchez Vicario  | Lindsay Davenport Nataixa Zvéreva      | 6−3, 6−1           |
| Finalista  | 47.  | 27 de gener de 1997    | Tòquio (2)                                                    | Moqueta (i)  | Martina Hingis      | Lindsay Davenport Nataixa Zvéreva      | 4−6, 3−6           |
| Finalista  | 48.  | 12 de maig de 1997     | Berlín (2)                                                    | Terra batuda | Nataixa Zvéreva     | Lindsay Davenport Jana Novotná         | 2−6, 6−3, 2−6      |
| Guanyadora | 68.  | 26 de maig de 1997     | Roland Garros (6)                                             | Terra batuda | Nataixa Zvéreva     | M.J. Fernández Lisa Raymond            | 6−2, 6−3           |
| Guanyadora | 69.  | 23 de juny de 1997     | Wimbledon (4)                                                 | Gespa        | Nataixa Zvéreva     | Nicole Arendt Manon Bollegraf          | 7−6, 6−4           |
| Finalista  | 49.  | 25 d'agost de 1997     | US Open                                                       | Dura         | Nataixa Zvéreva     | Lindsay Davenport Jana Novotná         | 3−6, 4−6           |

#### Períodes com a número 1
| Núm. | Predecessora            | Dates                   | Successora              | Setmanes | Acumulat |
| ---- | ----------------------- | ----------------------- | ----------------------- | -------- | -------- |
| 1.   | Jana Novotná            | 04/03/1991 − 10/03/1991 | Jana Novotná            | 1        | 1        |
| 2.   | Jana Novotná            | 01/04/1991 − 07/04/1991 | Helena Suková           | 1        | 2        |
| 3.   | Helena Suková           | 10/06/1991 − 08/09/1991 | Jana Novotná            | 13       | 15       |
| 4.   | Nataixa Zvéreva         | 05/04/1993 − 12/09/1993 | Helena Suková           | 23       | 38       |
| 5.   | Helena Suková           | 01/11/1993 − 14/11/1993 | Helena Suková           | 2        | 40       |
| 6.   | Helena Suková           | 22/11/1993 − 14/08/1994 | Nataixa Zvéreva         | 38       | 78       |
| 7.   | Nataixa Zvéreva         | 06/03/1995 − 12/03/1995 | Nataixa Zvéreva         | 1        | 79       |
| 8.   | Arantxa Sánchez Vicario | 06/11/1995 − 12/11/1995 | Arantxa Sánchez Vicario | 1        | 80       |

### Dobles mixts: 3 (0−3)
| Resultat  | Núm. | Data                   | Torneig                     | Superfície | Parella   | Oponents                           | Marcador            |
| --------- | ---- | ---------------------- | --------------------------- | ---------- | --------- | ---------------------------------- | ------------------- |
| Finalista | 1.   | 29 de gener de 1995    | Open d'Austràlia, Austràlia | Dura       | Cyril Suk | Nataixa Zvéreva Rick Leach         | 6−7(4), 7−6(3), 4−6 |
| Finalista | 2.   | 9 de juliol de 1995    | Wimbledon, Regne Unit       | Gespa      | Cyril Suk | Martina Navrátilová Jonathan Stark | 4−6, 4−6            |
| Finalista | 3.   | 10 de setembre de 1995 | US Open, Estats Units       | Dura       | Cyril Suk | Meredith McGrath Matt Lucena       | 4−6, 4−6            |

### Equips: 4 (1−3)
| Resultat   | Núm. | Data                      | Torneig                                 | Superfície   | Equip                                              | Oponents                                                                 | Marcador |
| ---------- | ---- | ------------------------- | --------------------------------------- | ------------ | -------------------------------------------------- | ------------------------------------------------------------------------ | -------- |
| Guanyadora | 1.   | 21−29 de juliol de 1990   | Copa Federació, Atlanta, Estats Units   | Dura         | Jennifer Capriati Patty Fendick Zina Garrison      | Elena Brioukhovets Leila Meskhi Larisa Savchenko Nataixa Zvéreva         | 2−1      |
| Finalista  | 1.   | 1−9 d'octubre de 1991     | Copa Federació, Nottingham, Regne Unit  |              | Jennifer Capriati Mary Joe Fernández Zina Garrison | Conchita Martínez Pilar Pérez A. Sánchez Vicario                         | 1−2      |
| Finalista  | 2.   | 24 de juliol de 1994      | Copa Federació, Frankfurt, Alemanya (2) | Terra batuda | Lindsay Davenport Mary Joe Fernández               | Conchita Martínez Àngels Montolio V. Ruano Pascual A. Sánchez Vicario    | 0−3      |
| Finalista  | 3.   | 25−26 de novembre de 1995 | Copa Federació, València, Espanya (3)   | Terra batuda | Lindsay Davenport Mary Joe Fernández Chanda Rubin  | Conchita Martínez V. Ruano Pascual M. Sánchez Lorenzo A. Sánchez Vicario | 2−3      |

## Trajectòria

### Individual
| Open d'Austràlia | 2R  | 2R | 2R | NC | 2R | A  | A  | 4R | 1R | 1R | 4R | 3R | 1R | 1R  | 2R  | 0 / 12 | 13 – 12 |
| Roland Garros | A   | A  | A  | 2R | 2R | A  | 1R | A  | 2R | A  | 1R | 1R | A  | 1R  | A   | 0 / 7  | 3 – 7   |
| Wimbledon | A   | 2R | A  | 1R | 4R | 2R | 1R | 2R | 3R | 4R | 2R | SF | 1R | 3R  | 3R  | 0 / 13 | 21 – 13 |
| US Open | 1R  | 2R | 1R | 1R | 1R | 1R | 2R | 1R | QF | 4R | 3R | QF | 3R | 1R  | 1R  | 0 / 15 | 17 – 15 |
| Rànquing a final d'any | 154 | 27 | 64 | 57 | 39 | 54 | 23 | 35 | 22 | 32 | 50 | 32 | 65 | 112 | 184 |        |         |
| Llegenda: G: Guanyadora; F: Finalista; SF: Semifinalista; QF: Quarts de final; Q: Qualificació; A: Absent; RR: Round Robin; |     |    |    |    |    |    |    |    |    |    |    |    |    |     |     |        |         |

### Dobles femenins
| Open d'Austràlia | 1R          | 1R          | 2R          | NC          | 2R          | A  | A           | SF          | F           | QF | G           | G           | F           | QF | SF | 2 / 12 | 38 – 10 |
| Roland Garros | A           | A           | A           | A           | QF          | A  | 2R          | A           | G           | G  | G           | G           | G           | F  | G  | 6 / 9  | 45 – 3  |
| Wimbledon | A           | 3R          | A           | 3R          | 3R          | QF | QF          | QF          | F           | G  | G           | G           | F           | SF | G  | 4 / 13 | 53 – 9  |
| US Open | A           | 2R          | QF          | QF          | 3R          | G  | QF          | G           | 3R          | G  | SF          | SF          | G           | G  | F  | 5 / 14 | 57 – 9  |
| Jocs Olímpics | No celebrat | No celebrat | No celebrat | No celebrat | No celebrat | A  | No celebrat | No celebrat | No celebrat | 1a | No celebrat | No celebrat | No celebrat | 1a | NC | 2 / 2  | 10 – 0  |
| WTA Tour Championships | A           | A           | A           | QF          | A           | QF | QF          | A           | F           | SF | G           | G           | F           | SF | QF | 2 / 10 | 13 – 8  |
| Rànquing a final d'any | –           | –           | –           | 17          | 20          | 6  | 8           | 3           | 4           | 6  | 1           | 2           | 3           | 4  | 4  |        |         |
| Llegenda: G: Guanyadora; F: Finalista; SF: Semifinalista; QF: Quarts de final; Q: Qualificació; A: Absent; RR: Round Robin; |             |             |             |             |             |    |             |             |             |    |             |             |             |    |    |        |         |

### Dobles mixts
| Open d'Austràlia | No celebrat | No celebrat | No celebrat | 1R | A  | A  | QF | A  | A  | 2R | QF | F  | 2R | 2R | 0 / 7 | 11 – 7 |
| Roland Garros | A           | A           | 1R          | A  | A  | QF | A  | A  | 2R | QF | QF | SF | 3R | A  | 0 / 7 | 16 – 7 |
| Wimbledon | A           | A           | 1R          | A  | A  | 3R | 3R | 1R | 3R | A  | 2R | F  | A  | A  | 0 / 7 | 12 – 7 |
| US Open | 2R          | A           | A           | A  | 2R | 1R | A  | A  | 1R | 1R | SF | F  | A  | QF | 0 / 8 | 11 – 8 |
| Llegenda: G: Guanyadora; F: Finalista; SF: Semifinalista; QF: Quarts de final; Q: Qualificació; A: Absent; RR: Round Robin; |             |             |             |    |    |    |    |    |    |    |    |    |    |    |       |        |